# القضايا الاجتماعية في فيتنام
القضايا الاجتماعية الأساسية في فيتنام هي فقر الريف وفقر الأطفال.
حصلت فيتنام على 37.6 في مؤشر معامل جيني، حيث يمثل أعلى 10٪ 30.2٪ من دخل البلاد ويحصل أدنى 10٪ على 3.2٪. في عام 2008، كان 14% من السكان يعيشون تحت خط الفقر الوطني البالغ 1.15 دولارًا أمريكيًا في اليوم.

## الفقر في المناطق الريفية
|                 | 1993 | 1998 | 2002 | 2004 |
| --------------- | ---- | ---- | ---- | ---- |
| المناطق الريفية | 66.4 | 45.5 | 35.6 | 25   |
| المناطق الحضرية | 25.1 | 9.2  | 6.6  | 3.6  |

ونما الناتج المحلي الإجمالي بمعدل 7.5% في الفترة من 2000 إلى 2008. وقد تمكنت البلاد من خفض معدل الفقر من 58.1% في التسعينيات إلى 14% في عام  While the country grows and overall poverty drops, urban dwellers benefitted more than their rural counterparts and a wide توزيع الدخل grew between the rich and poor. The regions with the highest relative poverty include the north-west, north-central, central highlands, central coast and north-east.
ولا توفر هذه المناطق الموارد اللازمة للقيام بالأنشطة الزراعية، المصدر الرئيسي للدخل. ويعيش أفقر سكان الريف في مناطق نائية مع قطع صغيرة من الأراضي منخفضة الجودة وغير صالحة للزراعة. وبالمثل، يواجه الأشخاص الذين يعيشون على طول الساحل ظروفًا مناخية قاسية تقيد الزراعة.

## فقر الأطفال
|                   | 1993 | 1998 | 2002 | 2004 |
| ----------------- | ---- | ---- | ---- | ---- |
| معدل فقر الأطفال  | 65.2 | 46.4 | 36.4 | 26.7 |
| معدل الفقر الوطني | 58.1 | 37.9 | 28.9 | 19.5 |

انخفض معدل فقر الأطفال من 65.2% عام 1993 إلى 26.7% عام  أظهرت بيانات مسح مستويات معيشة الأسرة لعام 2008 أن طفلاً واحدًا من بين كل ثلاثة أطفال في فيتنام فقير. وعلى الرغم من هذا الانخفاض، لا يزال فقر الأطفال أعلى بكثير من معدل الفقر الوطني. ويفتقر العديد من الأطفال إلى سبل الحصول على الضروريات الأساسية من الغذاء والماء والتعليم والصرف الصحي. وهذا هو الحال بشكل خاص في المناطق 
وقد طورت الحكومة ومنظمة الأمم المتحدة للطفولة (اليونيسيف ) نهجًا متعدد الأبعاد لمعالجة فقر  "إذا نشأ الأطفال في فقر، فمن المرجح أن يصبحوا فقراء في مرحلة البلوغ أيضًا. وبالتالي، فإن الحد من فقر الأطفال لن يؤدي إلى تحسين حياة الأطفال اليوم فحسب، بل سيساهم أيضًا في الحد من فقر البالغين على المدى الطويل”. صرح بذلك جاسبر مورش، ممثل اليونيسف في فيتنام.